# Решад Еніс Айген
Решад Еніс Айген (тур. Reşat Enis Aygen; 1 червня 1909, Фатих, Стамбул — 10 січня 1984, Стамбул) — турецький письменник та журналіст. Представник соціалістичного реалізму в турецькій літературі.

## Біографія
Народився у сім'ї офіцера. В 1928 закінчив столичну чоловічу середню школу. Потім — торговельно-економічну школу в Стамбулі. Вивчав тюркологію в Стамбульському університеті.
Почав працювати репортером газети «Milliyet», пізніше співпрацював з газетами «Vakit» і «Haber». З 1945 редагував стамбульські «Last Minute» (1945), «Cumhuriyet» (1952) та «Yeni İstanbul» (1957), одночасно виступав з коментарями.

## Творчість
Друкуватись почав у 1930 році.
Його перші оповідання, що увійшли до збірки «Я виймаю свою шпагу», присвячені в основному національно-визвольній війні. Герої цих оповідань — християни, робітники, мужні анатолійські жінки.
Автор збірки оповідань «Я виймаю свою шпагу», «Заупокійна молитва», «Єфрейтор Зейнеб», присвячені національно-визвольному руху в Туреччині, а також романам:
- «В ім'я закону» (1932),
- «Пролунав гонг» (1933, про життя турецької інтелігенції після національно-визвольного руху),
- «Заговорила ніч» (1935, про життя бідного міського люду) та ін.

Сентиментальність та мелодраматизм, характерні для ранньої творчості Айген, подолані ним у романах кінця 1940-1950-х рр.:
- «Наша боротьба за хліб» (1947),
- «Стіна плачу» (1949),
- «Готель» (1953),
- «Деспот» (1957) та ін.
- «Аромат землі» (1944), найбільш масштабний твір письменника, в якому йде мова  про тяжке життя турецьких християн, засуджуються феодальні звичаї.

В своїх творах Айген показав, що добре знає потреби й сподівання турецького християнина. Його твори відрізняються гуманізмом, демократичною направленістю.